# アリオナ・ボルソバ
アリオナ・ボルソバ（Aliona Bolsova, ロシア語: Алёна Вадимовна Большова, 1997年11月6日 - ）は、モルドバ出身でスペイン国籍の女子プロテニス選手。
2012年から2013年まではモルドバ国籍としてプレーしていたが、2013年からはスペイン国籍としてプレーしている。WTAツアーではシングルス・ダブルスともに未勝利。身長172cm。右利き。バックハンド・ストロークは両手打ち。WTAランキング最高位はシングルス88位、ダブルス54位。

## 経歴

### 幼少期
モルドバの首都キシナウに生まれたが、幼少の頃にスペインに移住した。父親のヴァディム・ザドイノフは400メートル障害を専門とする陸上競技選手であり、1992年バルセロナオリンピック・1996年アトランタオリンピック・2000年シドニーオリンピックに出場している。母親のオルガ・ボルソバは走高跳を専門とする陸上競技選手であり、1996年アトランタオリンピックに出場している。母方の祖父のヴィクトル・ボルソバも走高跳を専門とする陸上競技選手であり、1960年ローマオリンピックに出場している。

### ジュニア時代
2015年全豪オープンジュニア女子シングルスではベスト8となった。2016年にはオクラホマ州立大学に入学し、2016-17シーズンはNCAAのシングルスで31勝7敗、ダブルスで25勝7敗の成績を残した。

### プロキャリア

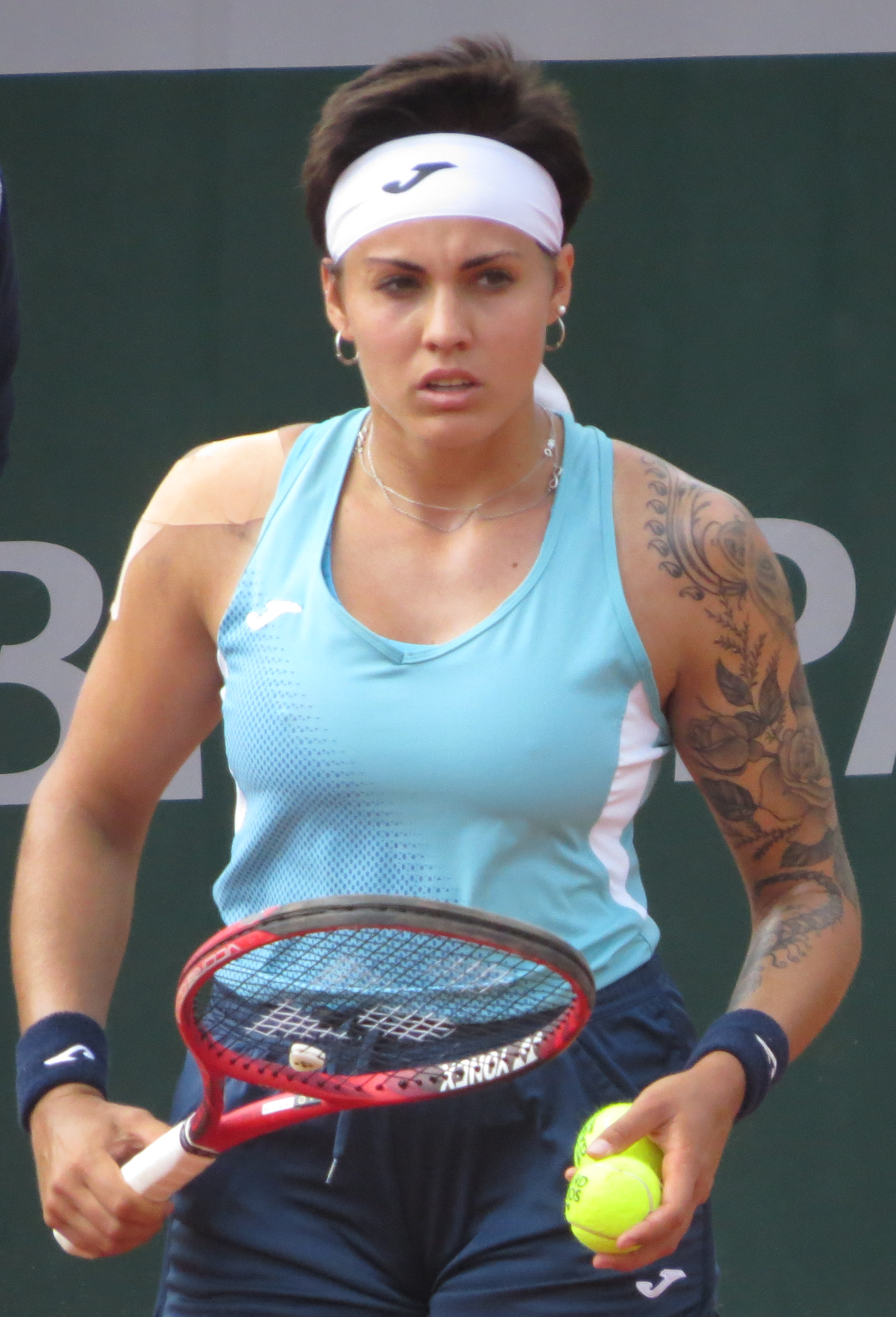
2019年全仏オープン予選

2019年全豪オープン女子シングルスでは予選2回戦でポーランドのイガ・シフィオンテクに敗れた。2019年全仏オープン女子シングルスでは予選を勝ち上がり、四大大会で初めて本選に出場した。本選ではロシアのベラ・ズボナレワに、2回戦でルーマニアのソラナ・チルステアに、3回戦でロシアのエカテリーナ・アレクサンドロワに勝利して4回戦に進出したが、4回戦でアメリカのアマンダ・アニシモバに敗れた。
2019年ウィンブルドン選手権女子シングルスでは予選1回戦でアメリカのコリ・ゴフに敗れた。2019年7月15日、シングルスのWTAランキングが自己最高位の88位となった。2019年全米オープン女子シングルスでは本選1回戦でチェコのバルボラ・ストリコバに勝利したが、2回戦でルーマニアのソラナ・チルステアに敗れた。
2023年の全仏オープン女子シングルスには本選にラッキールーザーとして出場したが、1回戦でクリスティーナ・クコバに敗れた。

## WTAツアー決勝進出結果

### ダブルス: 1回（0勝1敗）
| 大会グレード         |
| -------------------- |
| グランドスラム (0–0) |
| WTA1000 (0–0)        |
| WTA500 (0–0)         |
| WTA250 (0-1)         |

| 結果 | 決勝日    | 大会                     | サーフェス | パートナー         | 対戦相手                                | スコア   |
| ---- | --------- | ------------------------ | ---------- | ------------------ | --------------------------------------- | -------- |
| 敗北 | 2021年7月 | ハンガリアン・グランプリ | クレー     | タマラ・コルパチュ | ミハエラ・ブザルネスク ファニ・ストラー | 4–6, 4–6 |